# 山口県道199号開作上嘉川停車場線
山口県道199号開作上嘉川停車場線（やまぐちけんどう199ごう かいさくかみかがわていしゃじょうせん）は、山口県山口市を通る一般県道である。

## 概要
山口市名田島からJR西日本宇部線 上嘉川駅に至る。本路線の後半は旧山陽道である。

### 路線データ
- 起点：山口市名田島（山口県道61号山口小郡秋穂線交点）
- 終点：山口市嘉川（JR西日本宇部線 上嘉川駅前）

## 歴史
- 1965年（昭和40年）4月1日 - 山口県告示第214号により認定[1]。
- 1972年（昭和47年） - 山口県の県道番号再編により現行の路線番号に変更される。

## 路線状況

### 道路施設

#### 橋梁
- 百間橋（椹野川、山口市名田島 - 山口市嘉川）

## 地理

### 通過する自治体
- 山口県
  - 山口市

### 交差する道路
| 交差する道路                    | 交差する場所 | 交差する場所 |
| ------------------------------- | ------------ | ------------ |
| 山口県道61号山口小郡秋穂線      | 名田島       | 起点         |
| 山口県道212号山口阿知須宇部線   | 嘉川         | 干見折IC     |
| 国道2号 / 小郡道路 国道9号 重複 | 嘉川         | [ 注釈 1 ]   |

### 交差する鉄道
- 宇部線

### 沿線
- 椹野川
- 西国街道（旧山陽道）
- JR西日本宇部線 上嘉川駅